# Argilly
Argilly is een gemeente in het Franse departement Côte-d'Or (regio Bourgogne-Franche-Comté) en telt 423 inwoners (1999). De plaats maakt deel uit van het arrondissement Beaune.

## Geografie
De oppervlakte van Argilly bedraagt 35,0 km², de bevolkingsdichtheid is 12,1 inwoners per km².
De onderstaande kaart toont de ligging van Argilly met de belangrijkste infrastructuur en aangrenzende gemeenten.

## Demografie
Onderstaande figuur toont het verloop van het inwonertal (bron: INSEE-tellingen).

## Geschiedenis
Het kasteel van Argilly werd in 1590 afgebroken. In dit kasteel verbleef onder meer Filips van Rouvres, een Bourgondische hertog in 1361 die later in het kasteel van Rouvres aan de builenpest zou overlijden.